# BMW 328
Notă: Acest articol descrie mașina BMW 328 fabricată înainte de al doilea război mondial. Există mașini numite BMW 328i și 328Ci intrate în fabricație după 1990 ca modele ale seriei BMW 3

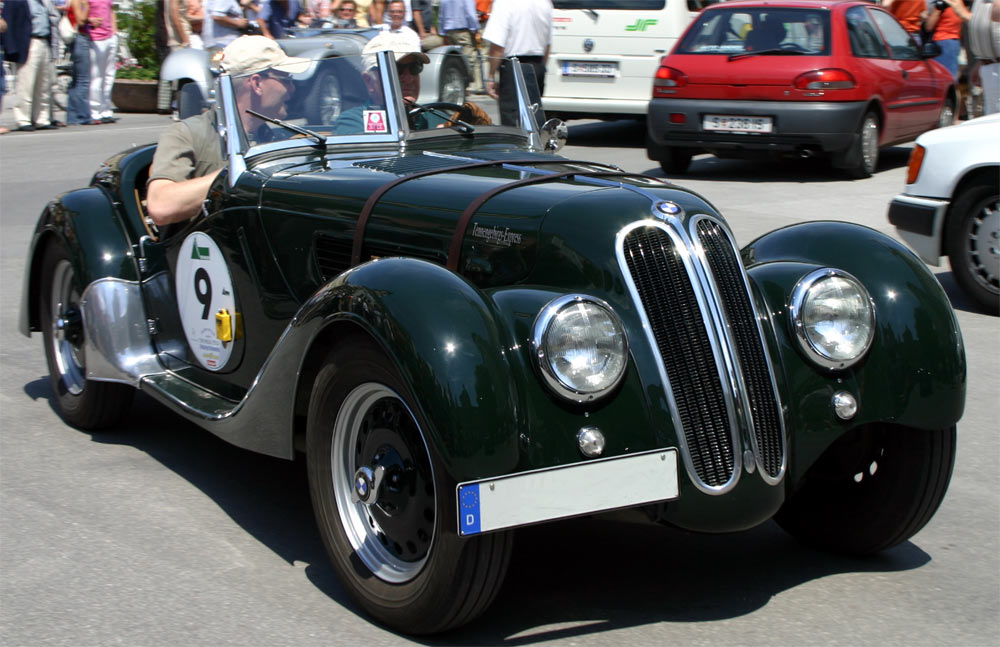
BMW 328 fotografiat în Gaisbergrennen, Salzburg, Iunie 2004

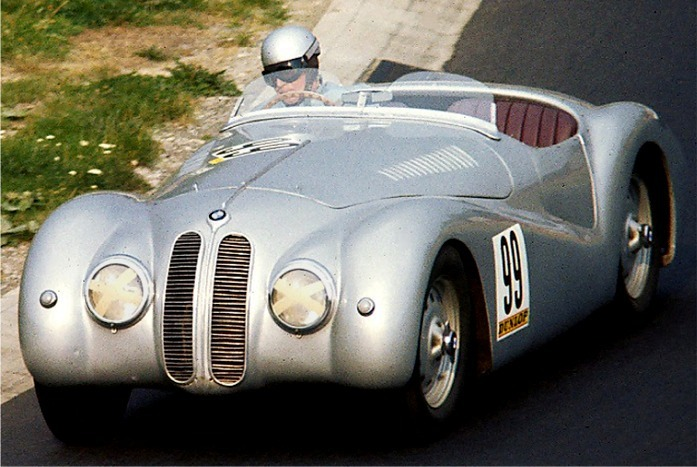
1940 BMW 328 „Mille Miglia“, cu Adolf Brudes ca şofer

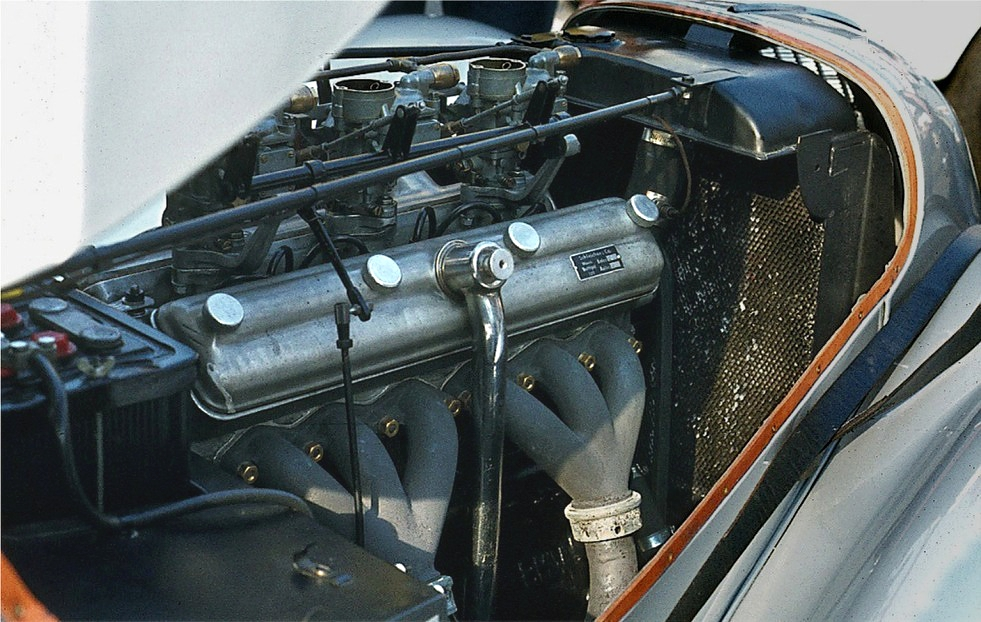
Motor de BMW 328

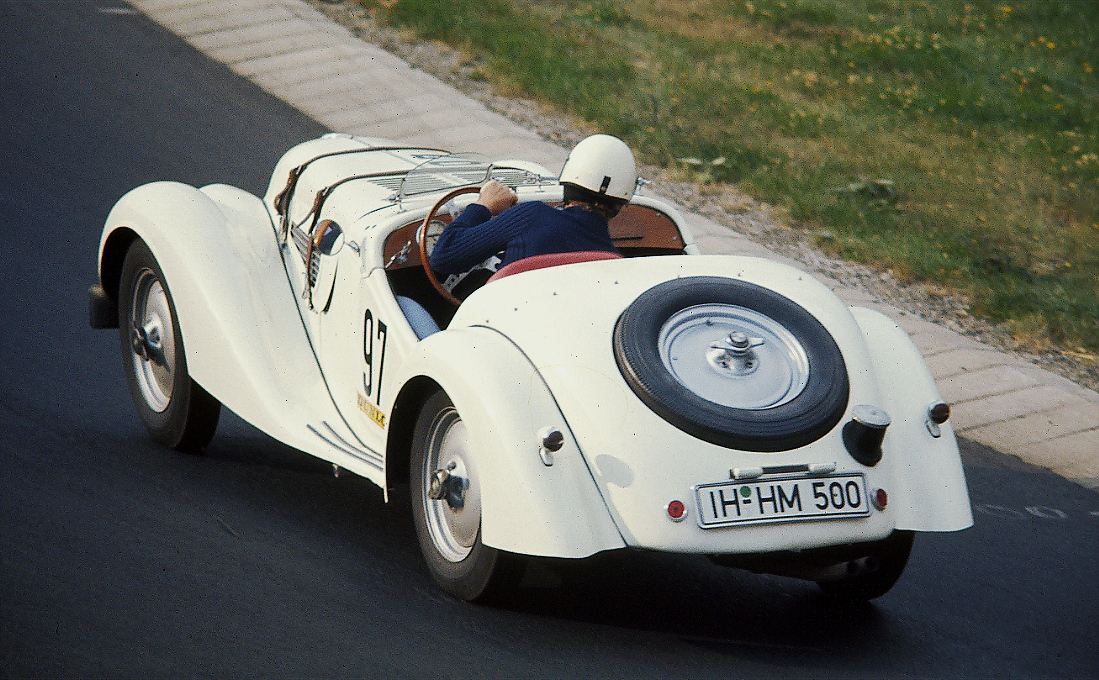
BMW 328, an de producție 1938

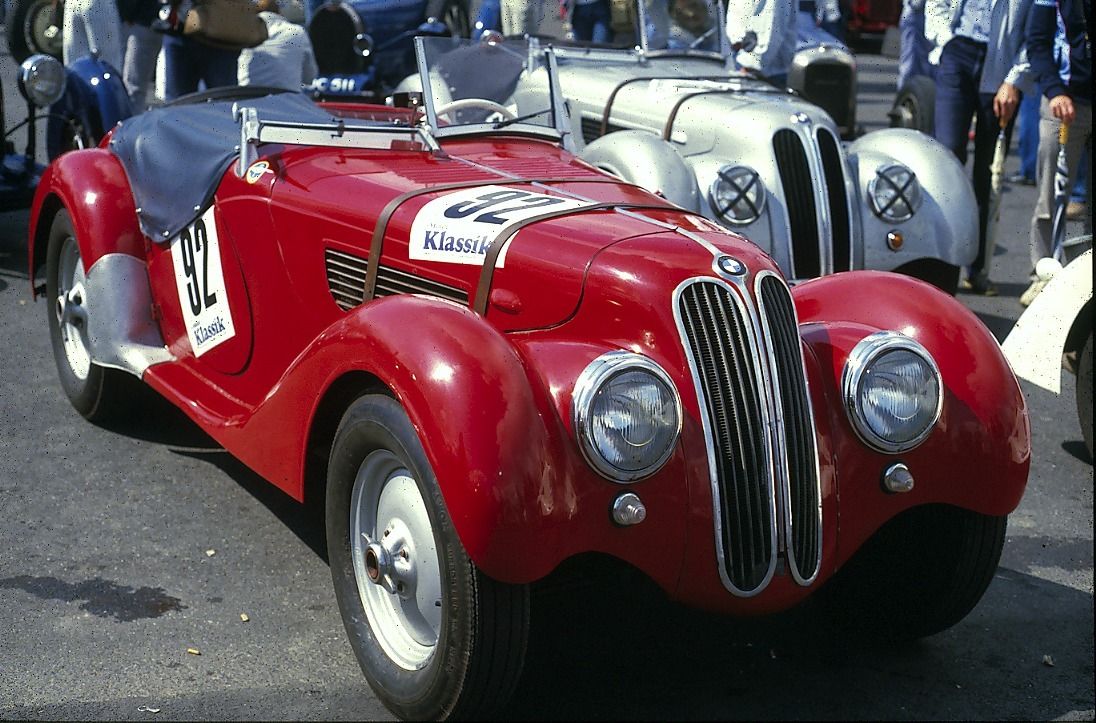
BMW 328 pe Nürburgring

BMW 328 a fost o mașină sportivă construită de BMW între 1936 și 1940, concepută de Fritz Fiedler. 
A fost foarte prețuită la timpul ei pentru performanța și controlul oferit.
Mașina a câștigat multe concursuri printre care și prestigiosul Mille Miglia. A mai câștigat și RAC Rally în 1939 și a ieșit pe locul cinci la general (prima din clasa ei) la cursa Le Mans 24 de ore din 1939.
După cel de al doilea război mondial, reprezentanți englezi al Bristol Aeroplane Company și al companiei Frazer Nash au luat un 328 Mille Miglia (deghizat ca un Frazer Nash) și planurile tehnice ale mașinii din fabrica BMW bombardată. Fiedler, inginerul BMW, a fost convins să vină și el. Cei de la Bristol Cars urmau să construiască mașini complete, numite Bristols, și de asemenea trebuiau să furnizeze motoare către Frazer Nash pentru toate mașinile lor de după război. Prima mașină Bristol, 400, a fost bazată în mare parte pe planurile BMW.
Acest motor Bristol a fost o opțiune comună pe mașinile AC cars, înainte de Cobra.
Este recunoscut faptul că modelul Jaguar XK120 din 1948 a fost foarte influențat de BMW 328.